# Janusz Skoczylas
Janusz Stefan Skoczylas (ur. 27 lutego 1948 w Rudzie) – polski geolog, profesor nauk o Ziemi. Jeden z prekursorów badań archeometrycznych (petroarcheologicznych) w Polsce. 

## Życiorys
W 1970 roku ukończył studia geologiczne na Uniwersytecie Wrocławskim. W 1974 roku obronił pracę doktorską Rozwój tektoniki północno-zachodniej części monokliny przedsudeckiej na Uniwersytecie im. Adama Mickiewicza w Poznaniu. Na tej samej uczelni w 1990 roku otrzymał stopień doktora habilitowanego nauk humanistycznych w zakresie archeologii na podstawie pracy Użytkowanie surowców skalnych we wczesnym średniowieczu w północno-zachodniej Polsce. W 1999 roku uzyskał tytuł profesora nauk o Ziemi.
Główną sferą jego działalności naukowej jest teoretyczne i metodologiczne wydzielenie archeometrii (petroarcheologii) jako nowej dyscypliny naukowej, wykorzystującej metody geologiczne w badaniach archeologicznych. W pracy naukowej zajmuje się ponadto poznaniem budowy geologicznej Polski, sozologią, geoturystyką oraz badaniem dziejów geologii i górnictwa na ziemiach polskich.
Brał udział w licznych ekspedycjach archeologiczno-konserwatorskich za granicą, w miejscowościach: Novae (Bułgaria), Krivina Iatrus (Bułgaria), Marina el-Alamein (Egipt), Chersonez Taurydzki (Ukraina), a także w Polsce, m.in. w Gnieźnie, Łeknie, Wolinie, Ostrowie Lednickim i na Ostrowie Tumskim w Poznaniu.
Autor lub współautor ponad 430 publikacji naukowych, w tym 16 monografii i 2 podręczników, oraz ponad 240 prezentacji konferencyjnych i seminaryjnych. Redaktor kilkunastu publikacji naukowych. Promotor 7 doktorów i 209 magistrów. 
W latach 2002-2008 prodziekan Wydziału Nauk Geograficznych i Geologicznych UAM, w latach 1999-2002 oraz 2008-2012 wicedyrektor Instytutu Geologii UAM, w latach 2006-2018 kierownik Zakładu Geologii Dynamicznej i Regionalnej UAM. Pracował dla Uniwersytetu im. Adama Mickiewicza w Poznaniu, Państwowej Wyższej Szkoły Zawodowej im. Jana Amosa Komeńskiego w Lesznie, Uniwersytetu Mikołaja Kopernika w Toruniu, Wyższej Szkoły Pedagogicznej w Słupsku oraz Zielonogórskiego Zakładu Górnictwa Nafty i Gazu. Członek wielu stowarzyszeń naukowych, m.in. Polskiego Towarzystwa Geologicznego (członek Zarządu Głównego w latach 1997-2003, przewodniczący oddziału poznańskiego w latach 1991-2017), Poznańskiego Towarzystwa Przyjaciół Nauk, Stowarzyszenia Archeologów Polskich, Stowarzyszenia Archeologii Środowiskowej, Litewskiego Towarzystwa Przyrodników. Członek m.in. Międzynarodowego Komitetu Badań Petroarcheologicznych w Europie (1980-2001), Komitetu Historii Nauki i Techniki PAN (od 2015), Komitetu Nauk Geologicznych PAN (2011-2015), Komisji Badań Czwartorzędu PAN (od 1991). Działa w radach redakcyjnych kilku czasopism, m.in. "Badań Fizjograficznych nad Polską Zachodnią (Seria A)", "Scripta Comeniana Lesnensia", "Studiów Lednickich".
Odznaczony m.in. Krzyżem Kawalerskim Orderu Odrodzenia Polski (2019), stopniem dyrektora górniczego III stopnia (2003), honorowym członkostwem w International Commission on the History of Geological Science w ramach International Union of Geological Science (INHIGEO) (2018), honorowym członkostwem Polskiego Towarzystwa Geologicznego (2022), Odznaką Honorową Zasłużony dla Górnictwa RP (2013), Odznaką Honorową Zasłużony dla Polskiej Geologii (2021), Medalem Komisji Edukacji Naukowej (2009), Medalem Złotym za Długoletnią Służbę (2014), Odznaką Zasłużony dla Politechniki Śląskiej (2008).

## Wybrane publikacje książkowe
- Neolityczne surowce kamienne w Polsce środkowo-zachodniej. Studium archeologiczno-petrograficzne (współautor wraz z A. Prinke), Warszawa-Poznań, Państwowe Wydawnictwo Naukowe, 1980
- Rozwój poznania budowy geologicznej Polski w latach 1918-1939. Badania geologiczne, ich organizacja oraz związane z nimi problemy ochrony przyrody nieożywionej, Wrocław, Ossolineum, 1985
- Użytkowanie surowców skalnych we wczesnym średniowieczu w północno-zachodniej Polsce, Poznań, Wydawnictwo Naukowe UAM, 1990
- Rozwój poszukiwań ropy naftowej i gazu ziemnego w Wielkopolsce (współautor wraz z A. Protasem), Piła-Poznań, Wydawnictwo Naukowe UAM, 1993
- Rozwój ochrony przyrody nieożywionej. Historia i współczesność (współautor wraz z K. Kasprzakiem), Poznań, Fundacja Warta, 1993
- Budowa Ziemi. Wielka Encyklopedia Geografii Świata, tom II, Poznań, Wydawnictwo Kurpisz, 1996
- Opis zabytków kamiennych. Propozycja standaryzacji (współautor wraz z A. Kulczycką-Leciejewiczową, A. Majerowiczem, A. Prinke, W. Wojciechowskim), Warszawa, Ośrodek Dokumentacji Zabytków, 1996
- Wstęp do geologii, Poznań, Wydawnictwo Naukowe UAM, 1999 (drugie wydanie 2000)
- Polskie darniowe rudy żelaza (współautor wraz z T. Ratajczakiem), Kraków, Wydawnictwo Instytutu Gospodarki Surowcami Mineralnymi i Energią PAN, 1999
- Oblicze naszej planety. Geologia i geomorfologia w zarysie (współautor wraz z P. Kłyszem), Poznań, Wydawnictwo Naukowe UAM, 2003
- Symbolika kamienia jako element procesu legitymizacji władzy w cywilizacji europejskiej (współautor wraz z M. Żyromskim), Poznań, Wydawnictwo Naukowe UAM, 2005 (drugie wydanie 2007)
- Krajobraz przyrodniczy i kulturowy. Próba ujęcia interdyscyplinarnego (współautor wraz z K. Kopczyńskim), Poznań, Wydawnictwo Naukowe UAM, 2008
- Dzieje badań geologicznych w Wielkopolsce do roku 1939, Poznań, Wydawnictwo Naukowe UAM, 2011
- Kamień w państwie pierwszych Piastów, Gniezno, Wydawnictwo Naukowe Contact/Abc, 2016
- Kamienny Poznań. O skałach, które tworzą miasto, Poznań, Wydawnictwo Miejskie Posnania, 2024